# 江江河
江江河，位于中华人民共和国河北省东南部，为清凉江右岸支流，发源于故城县郑口镇大杏基村，蜿蜒向东北流，流经故城县北部、景县中部、阜城县东部和泊头市东南部等地区，于泊头市洼里王镇三岔河村汇入清凉江。河长118.5千米，汇流面积2410平方千米。